# Karl Georg Becker

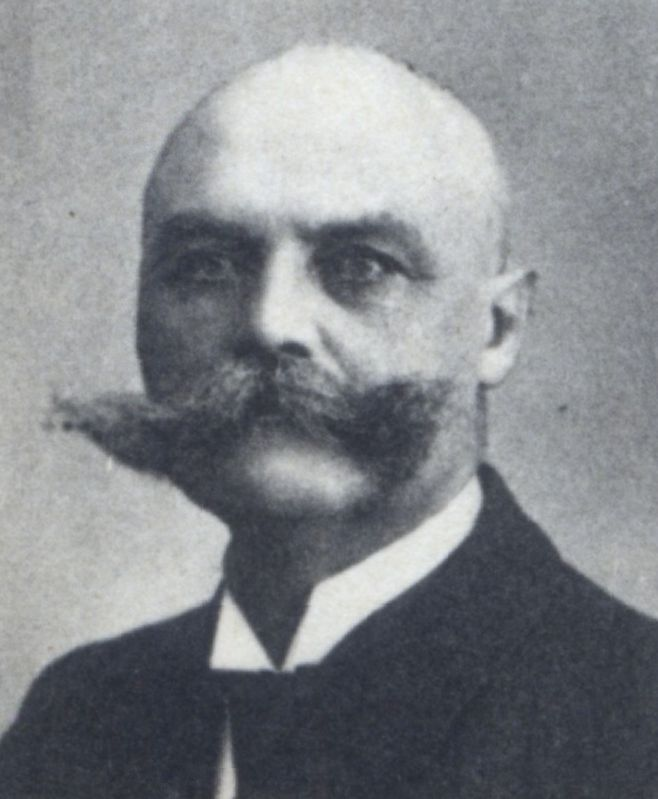
Karl Georg Becker als Reichstagsabgeordneter 1912

Karl Georg Becker, auch Carl Becker (* 24. September 1858 auf Gut Schönrath bei Mülheim am Rhein; † 28. November 1914 im Schwarzwald) war ein deutscher Jurist, Gutsbesitzer und Mitglied des Reichstages.

## Leben
Karl Georg Becker stammte aus einer katholischen Gutsbesitzerfamilie und studierte, nachdem er sein Abitur an der Rheinischen Ritter-Akademie in Bedburg abgelegt hatte, an den Universitäten Berlin und Bonn Jura. Das Studium schloss er 1886 mit seiner Promotion ab. Anschließend studierte er Land- und Forstwirtschaft an der Hochschule Halle. Nach Beendigung des Studiums trat er in den Staatsdienst, war Gerichtsreferendar in Bergheim und Köln, Assessor in Montjoie, Mettmann und Düsseldorf. 1898 wurde er Amtsrichter in Hennef, 1906 Landgerichtsrat in Köln. Darüber hinaus war Becker Mitbegründer und lange Jahre Vorsitzender der „Kreis Bergheimer Volksbank“ und der „Zuckerfabrik Bedburg“, er war Vorstandsmitglied des „Rheinischen Bauernvereins“ und des „Landwirtschaftlichen Vereins für Rheinpreußen“.
Von 1890 bis 1914 war er Mitglied des Preußischen Abgeordnetenhauses. In einer Ersatzwahl am 9. Januar 1901 wurde Becker als Abgeordneter des Wahlkreises Regierungsbezirk Köln 5 (Siegkreis – Waldbröl) in den Reichstag gewählt. Im Reichstag schloss er sich der Fraktion des Zentrums an. In den folgenden drei Reichstagswahlen 1903, 1907 und 1912 gewann er den Wahlkreis mit jeweils über 70 % der Stimmen. Kurz nach seiner Wahl im Januar 1912 legte er am 15. Februar 1912 sein Reichstagsmandat nieder, um seinen Wahlkreis dem Zentrumspolitiker Karl Trimborn zu überlassen.
Er war seit 1902 Ehrenmitglied der katholischen Studentenverbindung KDStV Ripuaria Bonn im CV.
Er war zuletzt als Notar in Köln tätig und starb mit 55 Jahren im Schwarzwald, wo er Erholung suchte. Becker hinterließ seine Ehefrau Emma, geborene Schmidt, die Söhne Erich und Carl August sowie die Tochter Hilde.